# Кортела
Ко́ртела (фин. Korteela) — посёлок в составе Мийнальского сельского поселения Лахденпохского района Республики Карелия.

## Общие сведения
Расположен на северо-западном берегу озера Кортеланъярви на автодороге А121 («Сортавала»)

## Транспорт
Автобусное сообщение по посёлку осуществляется несколькими парами автобусов.
Через посёлок проходит ежегодный этап чемпионата России по авторалли «Белые ночи».

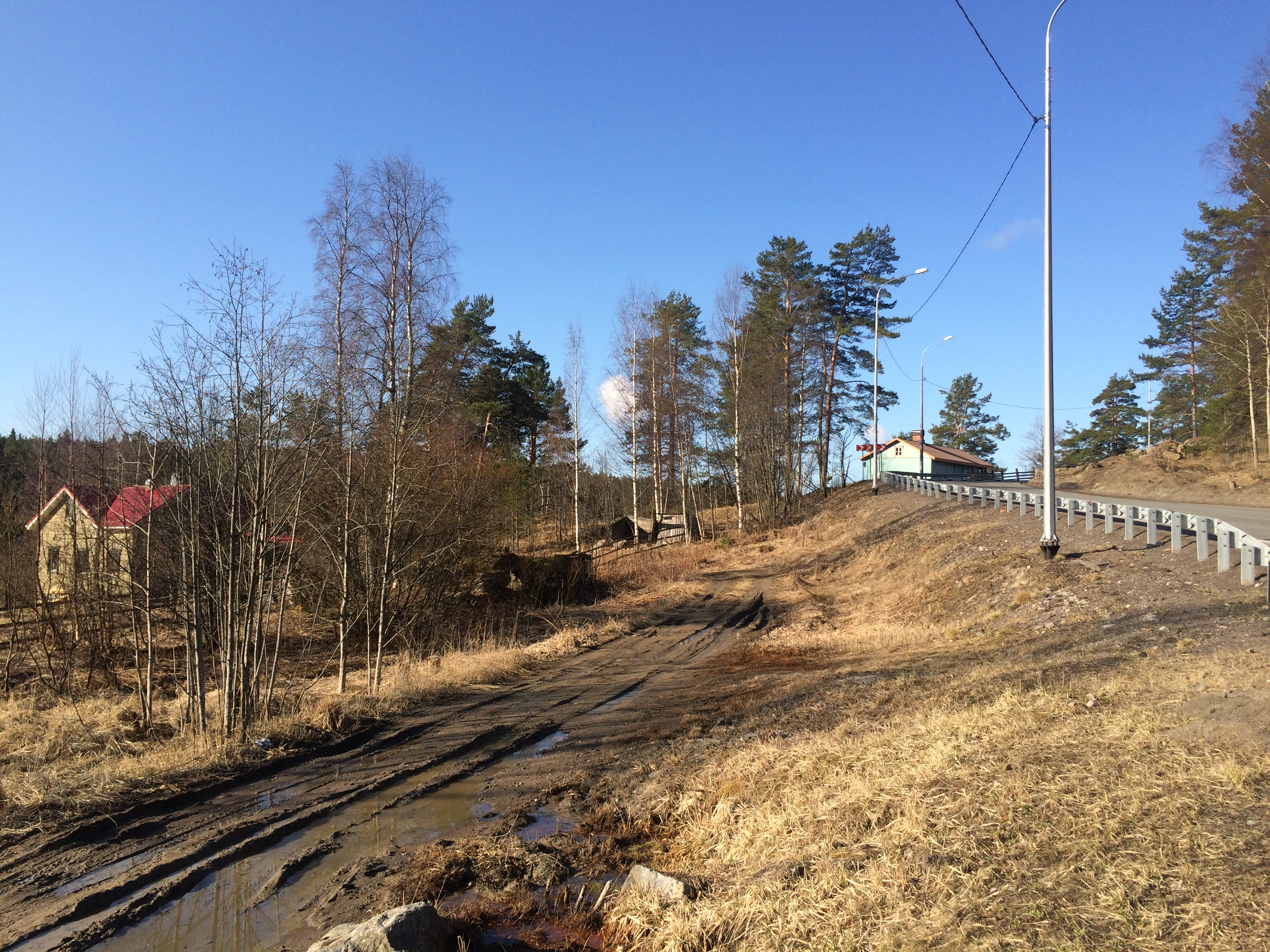

## Население
| 2002 | 2009 | 2010 | 2013 |
| ---- | ---- | ---- | ---- |
| 60   | ↘51  | ↘40  | ↗45  |

## Улицы
- ул. Центральная, ул. Ягодная